# 江守栄作
江守 栄作（えもり　えいさく、1903年5月7日 - 1987年4月2日）は、北海道札幌市生まれの実業家、スケート選手。

## 来歴・人物
明治36年（1903年）札幌生まれで豊水小学校卒。大正7年（1918年）にスケートを始め、大正13年（1924年）ロシアのフィギュアスケートの極東大会で優勝。その後アイスホッケーを始める。
1928年ウラジオストックロシア語学校高等科を卒業した後、貿易会社の清水貿易に就職、ウラジオストック支社長を務めた。
昭和14年（1939年）にトレーニング中のアクシデントから敗血症にかかり左足切断。その後は後進の育成に力を注ぎ、昭和58年（1983年）東京都アイスホッケー連盟会長に就任。
昭和21年（1946年）北海道札幌市で、清原叡・江守栄作・高野庄次郎・多和田四郎の4名で各種分析機器の開発販売会社(株)三和電気科学研究所を設立。各人のイニシャルをとり商標をKett（ケツト）とした（現・株式会社ケツト科学研究所）。その際、江守は代表取締役に就任した。1953年に発明功労賞受賞。
昭和60年（1985年）私財を投じて故郷札幌にアイスホッケーリンクを建設し、札幌市に寄贈した。この札幌市星置スケート場には、「江守記念」の文字が冠されている。昭和62年（1987年）、勲五等瑞宝章を受章。同年他界。
神奈川県のアイスホッケークラブチーム「横浜ケッターズ」の名誉会長である。日ソ交流協会（現・日ロ交流協会）の会長も務めた。

## 著作
- 江守栄作、河久保子朗訳『パニンのスケート』1927年